# Francisc Hubic
Francisc Hubic (n. 21 octombrie 1883, Abram, Bihor – d. 1947) a fost un preot greco-catolic, compozitor și dirijor român.

## Biografie
Francisc Hubic s-a născut, la 21 octombrie 1883, în comuna Abram de pe Valea Mestecănișului, dintr-o familie de rapsozi populari. Clasele primare le face în această comună, iar cele secundare la Liceul confesional "Samuil Vulcan" din Beiuș, unde în 1904 ia bacalaureatul. În toamna acelui an fost primit la Academia Teologică din cadrul Eparhiei Române Unite de Oradea. Era bine inițiat în tainele muzicii, încă de pe băncile liceului, unde l-a avut profesor pe Ioan Bușiția. La Academia Teologică, se familiarizează cu muzica bisericească. În 1908, termină Facultatea de Teologie de pe lângă Universitatea din Budapesta. La 1 septembrie 1909 își începe activitatea profesorală la liceul din Beiuș, unde rămâne până la 1 septembrie 1924, când e mutat la Academia de Teologie din Oradea.
În 7 ianuarie 1915 a fost hirotonit preot, iar în 1923 a fost numit protopop, pentru ca, mai târziu, în 1928, să fie numit arhidiacon și în 1938 canonic onorar. A fost un iscusit dirijor. Știa să fie stăpân pe ansamblu și se impunea cu mare autoritate în fața coriștilor săi. Profesorul și canonicul Ioan Georgescu îl caracterizează astfel: „Parcă era un zeu al vânturilor, un alt Eol, care, cu magica lui baghetă, era în stare să dezlănțuiască adevărate vijelii de sunete”.
Pentru această artă dirijorală atât de anevoioasă, dar plăcută, a avut și mari succese, concertând cu modestul său cor „Unirea” de la Catedrala Sf. Nicolae din Oradea la Beiuș, Timișoara, Lugoj, Craiova, iar în 1933 - la Carei, Satu Mare și Sighet. În 1924, corul „Unirea” de la Catedrala Sf. Nicolae din Oradea, dirijat de maestrul Pr. Francisc Hubic, dă răspunsurile liturgice la slujbele arhierești, apoi făcute în timpul pelerinajului din anul sfânt 1933 la Budapesta, iar alta la Veneția, în Biserica Sf. Mare Mucenic Gheorghe, și la Padova, la Assisi și Florența, apoi la Roma în Biserica Sf. Petru. Pelerinajul culminează cu audiența avută la papa Pius al XI-lea, în ziua de 3 octombrie 1933, în Sala Ducată. Aici, corul „Unirea” intonează „Tu ești Petru”, compoziție a lui Francisc Hubic. După cuvântarea papală, corul a urat papei „La mulți ani!”. Mulțumind de trei ori cu mâna, acesta a spus: „V-am înțeles și pe voi, bunul Dumnezeu să vă țină, La mulți ani!”. După ieșirea din Sala Ducată, pontiful a adaugat către însoțitorii săi: „M-am simțit ca în Rai”. Iată cea mai bună propagandă prin grai cânt și port original și frumos românesc. (Vd. Vestitorul, 1933, Oradea).
Regii Carol I și Ferdinand I i-au acordat diplome, iar regele Mihai I i-a acordat Coroana României în Grad de Ofițer. Francisc Hubic a refuzat să ocupe o catedră la Academiile de muzică din București și Cluj, drept pentru care a rămas la Oradea.
Francisc Hubic s-a stins din viață în anul 1947.

## Opera
Încă din tinerețe, marele compozitor Francisc Hubic se remarcă printr-o seamă de compoziții: liturghii pentru voci mixte (1912) și liturghia pentru voci bărbătești în stil oriental, coruri mixte, vecernia pentru voci mixte, Niceta - piesă ocazională dramatică, imnuri naționale pentru voci mixte cu orchestră, între care și Imnul la centenarul școlilor din Beiuș, psalmi pentru cor mixt, liturghia pentru voci mixte cu orchestră.
Caracteristică acestor compoziții este: melodica și armonizarea originală, creațiuni speciale și mixte în literatura muzicii noastre naționale (ziarele Viitorul și Universul). Regretatul compozitor și maestrul Chiriac de la Conservatorul din București spune despre compozițiile lui Francisc Hubic: „Ai făcut un pas uriaș înainte, față de tot ce s-a scris până acum în genul acesta. Această liturghie (Liturghia pentru voci mixte, 1912) se caracterizează prin avântul și plasticitatea expresiei, concordanța ideii din text cu muzica acoperindu-se armonios prin ruperea cu formele amorțite și anemice vechi și prin variațiuni marcante”.
Francisc Hubic, prin valoarea operelor sale și-a înscris numele definitiv în panthenonul artei românești, pe lângă compozitorii Dumitru Georgescu-Kiriac, Muzicescu, Porumbescu, Ion Vidu, Gheorghe Dima și alții.
Preotului profesor, compozitor și dirijor Francisc Hubic la dumnezeiască judecată universală i se va spune: „Bine mi-ai cântat! Condu cu iscusință și cu râvnă, de atâtea ori dovedite, unul din nenumăratele coruri cerești. Fericit ești, căci ai fost ales și privit. În curțile casei Domnului, vei locui și vei cânta.”